# Новый Городок (Оренбургская область)
Но́вый Городо́к — посёлок в Бузулукском районе Оренбургской области России. Входит в состав Жилинского сельсовета.

## География
Посёлок расположен на левом берегу реки Боровка, на расстоянии 55 км к северо-востоку от города Бузулук, административного центра района.

## Население
| 2003 | 2010 |
| ---- | ---- |
| 34   | ↗37  |

Национальный состав
По данным Всероссийской переписи населения 2010 года:
| № | Национальность | Численность, чел. | Доля |
| - | -------------- | ----------------- | ---- |
| 1 | русские        | 29                | 78 % |
| 2 | другие         | 8                 | 22 % |